# Saint-Loup (Nièvre)
Saint-Loup is een gemeente in het Franse departement Nièvre (regio Bourgogne-Franche-Comté) en telt 450 inwoners (2009). De plaats maakt deel uit van het arrondissement Cosne-Cours-sur-Loire.

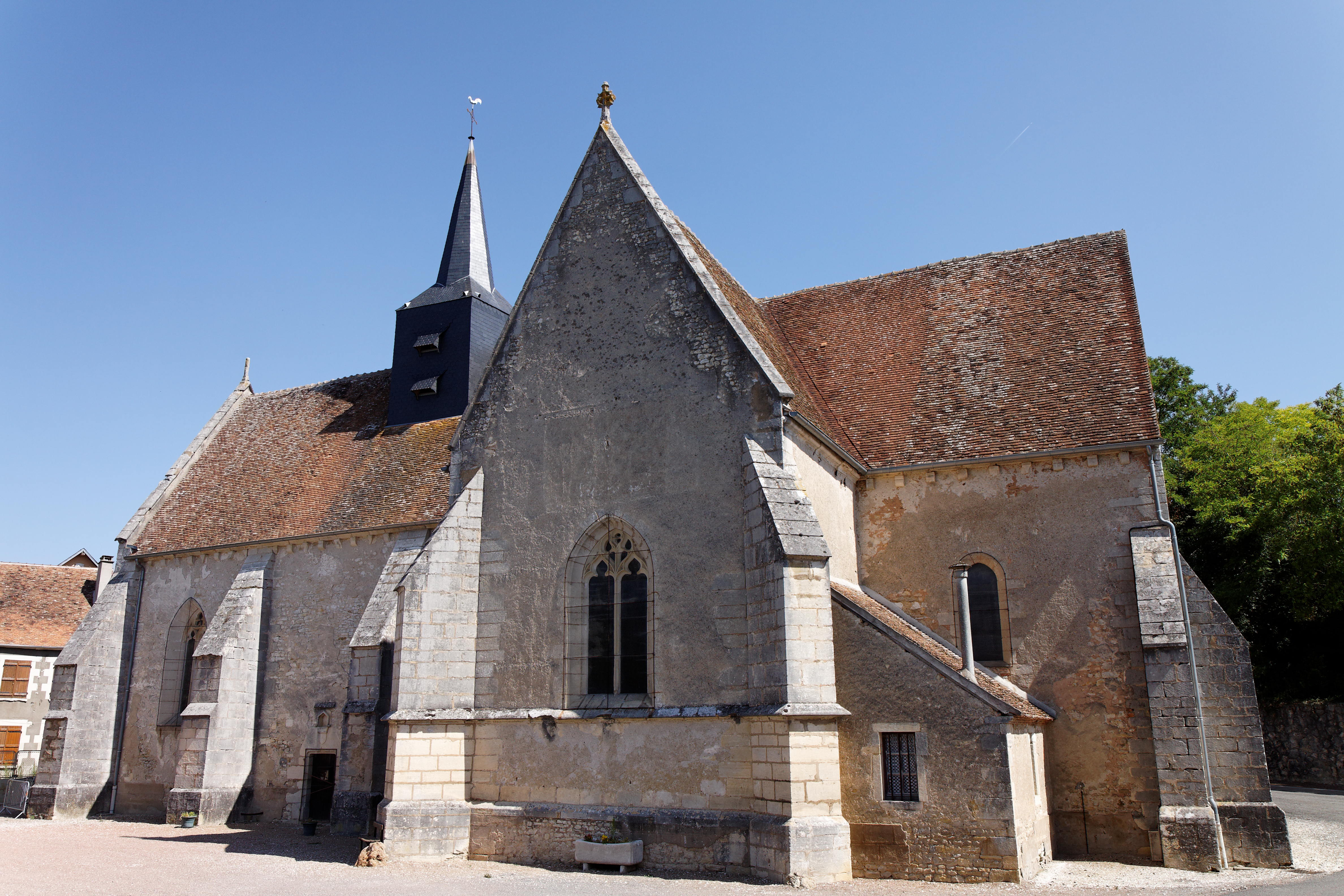
Kerk van Saint-Loup
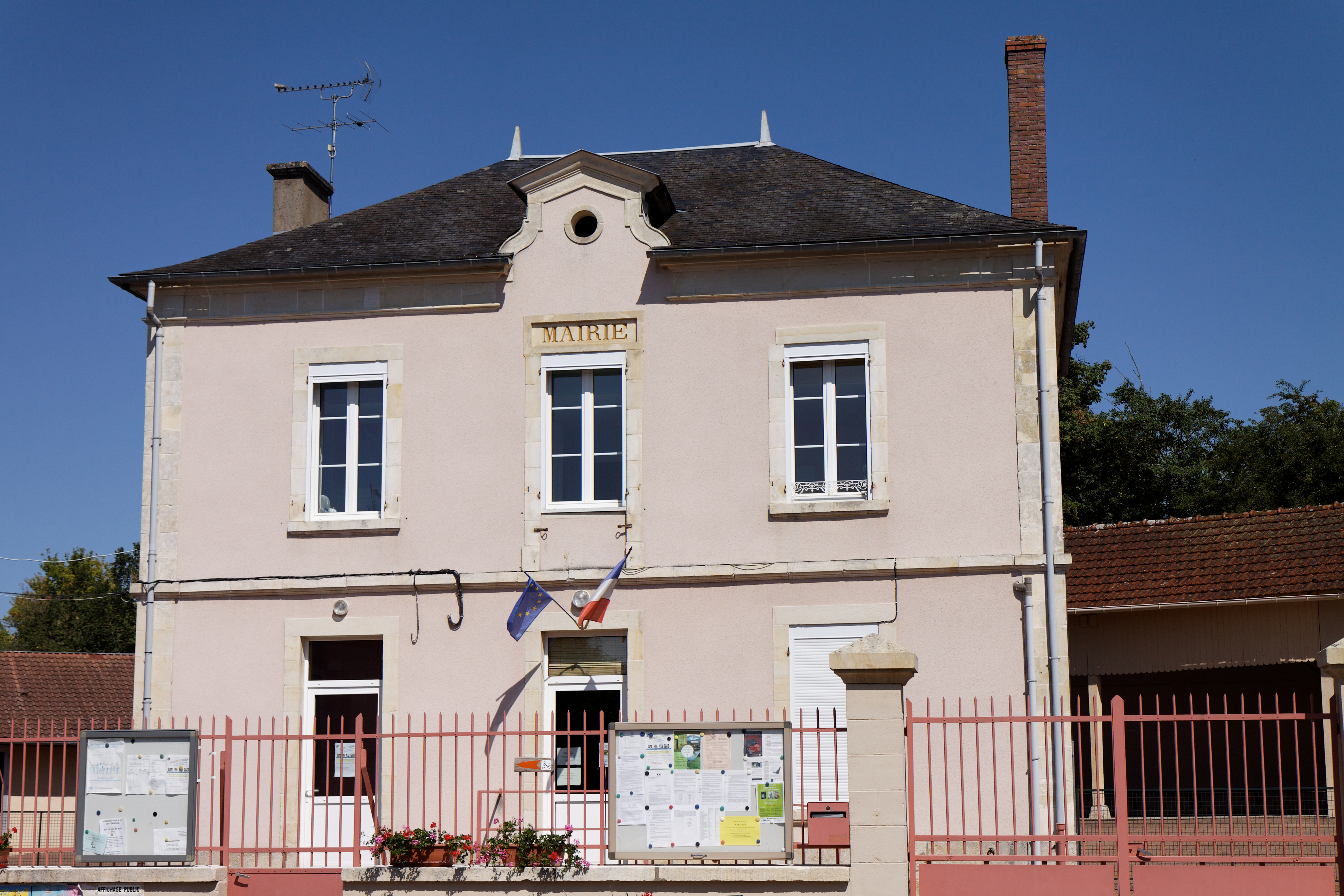
Gemeentehuis

## Geografie
De oppervlakte van Saint-Loup bedraagt 17,2 km², de bevolkingsdichtheid is 26,0 inwoners per km².
De onderstaande kaart toont de ligging van Saint-Loup (Nièvre) met de belangrijkste infrastructuur en aangrenzende gemeenten.

## Demografie
Onderstaande figuur toont het verloop van het inwonertal (bron: INSEE-tellingen).